# Donovan Mitchell
Donovan Vernell Mitchell jr., soprannominato Spida, (Elmsford, 7 settembre 1996) è un cestista statunitense, professionista nella NBA con i Cleveland Cavaliers.
Dopo la sua prestazione da 71 punti, ottava migliore della storia, è diventato uno dei soli sette giocatori a segnare 70 o più punti in una partita della NBA. Ad oggi la sua prestazione da 57 punti contro i Nuggets rappresenta la terza migliore nella storia dei playoffs. È inoltre uno dei quattro giocatori con più partite da 50 punti in una singola serie dei playoffs.

## Biografia
Ha una sorella di nome Jordan. Nel 2010 ha partecipato a The Decision, programma in cui LeBron James ha annunciato in diretta televisiva che sarebbe andato a giocare ai Miami Heat.
Un anno dopo l'esordio del 18 novembre 2017 nell'NBA, stipula un contratto con l'Adidas per la realizzazione di una nuova calzatura personalizzata.

## Caratteristiche tecniche
La sua grande rapidità e la notevole apertura delle braccia lo rendono un ragno sulle linee di passaggio, caratteristica che gli ha conferito il soprannome di Spider.
Nonostante l'altezza più adatta a un playmaker che a una guardia tiratrice, Mitchell è un giocatore rapido ed esplosivo fisicamente (caratteristica che gli consente di raggiungere notevoli altezze in volo). Ottimo difensore con spiccate attitudini nel rubare palloni, durante gli anni a Louisville ha migliorato la sua tecnica di tiro da tre che lo ha reso temibile anche dal perimetro.
Per il suo stile di gioco viene paragonato a Dwyane Wade.

## Carriera

### High school
La Canterbury School di New Milford fu la prima scelta di Mitchell come high school, dove rimase sia nell'anno da matricola che da sophomore. Qui praticò i suoi due sport preferiti: il basket e il baseball. In seguito scelse di trasferirsi nel New Hampshire e approdò alla locale Brewster Academy, dedicandosi esclusivamente alla pallacanestro. Nell'anno da junior ottenne i suoi primi grandi numeri della carriera: 11,8 punti, 4,6 rimbalzi e 2,1 assist a partita. Nel quarto e ultimo anno di high school confermò le ottime impressioni conducendo la squadra, come l'anno prima, alla vittoria della National Prep Championship e concludendo la stagione con 14,3 punti, 5,7 rimbalzi, 2,4 assist ed 1,8 palle rubate a partita.

### College
Al college Mitchell si unisce ai Louisville Cardinals di Rick Pitino. Il primo anno, però, non è entusiasmante: 7,4 punti, 3,4 rimbalzi e 1,7 assist con solo il 25% al tiro da tre. Al secondo anno c'è invece il riscatto: 15,6 punti, 4,9 rimbalzi e 2,7 assist a partita, con la percentuale da 3 punti che si alza fino al 35%. Nonostante il suo ottimo rendimento, Louisville esce al secondo turno del torneo NCAA, ma per Mitchell si spalancano le porte della NBA. Rivelerà in seguito la sua intenzione iniziale di rimandare l'approdo in NBA di un anno, ma Chris Paul e Paul George lo convinsero a dichiararsi eleggibile per il Draft NBA 2017.

### Utah Jazz (2017-2022)

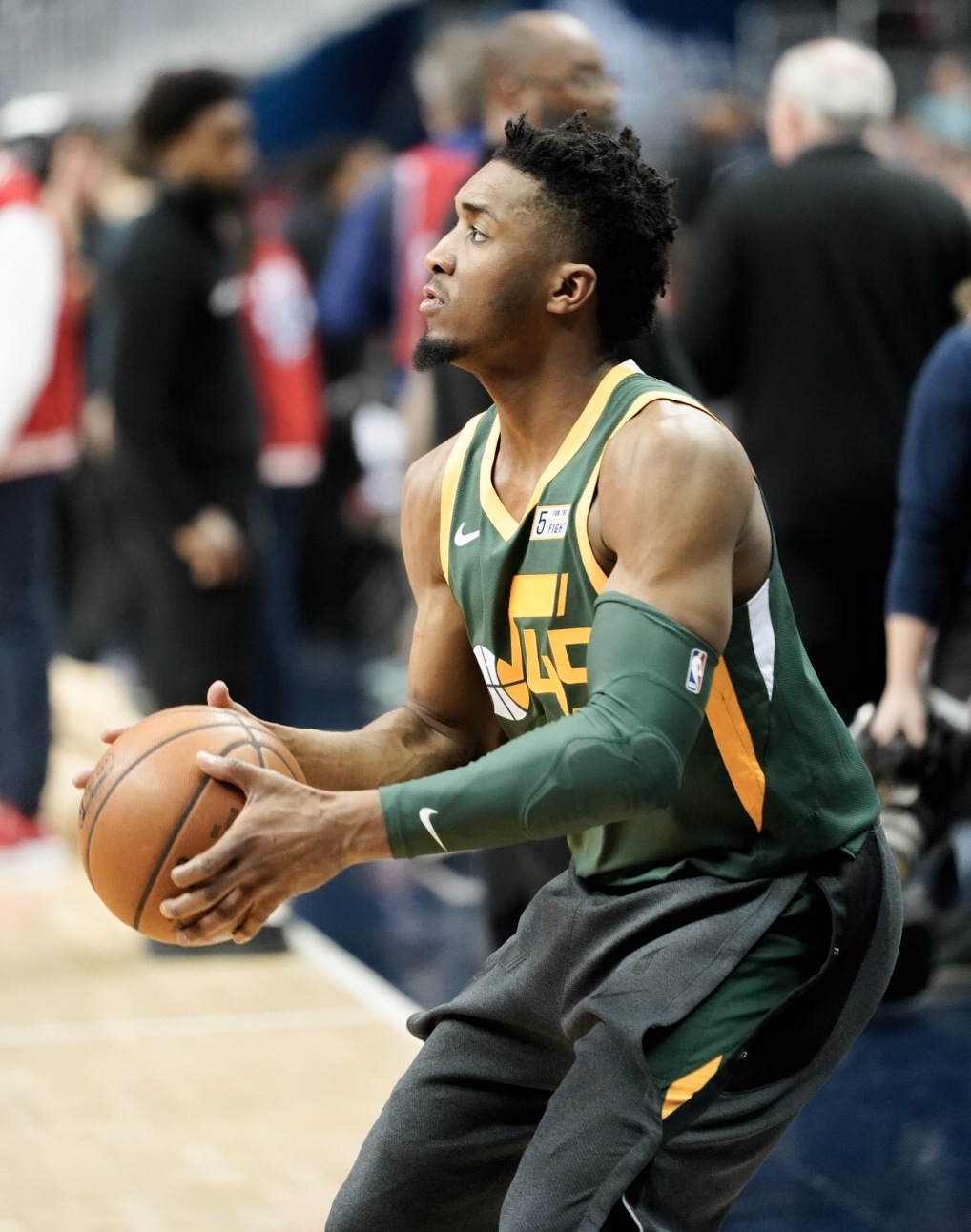
Mitchell al tiro con la maglia degli Utah Jazz nel 2019

## NBA

### Stagione da rookie (2017-18)
Mitchell viene scelto alla 13ª chiamata del Draft NBA 2017 dagli Utah Jazz via Denver Nuggets. Il 1º dicembre 2017 realizza 41 punti nella vittoria per 114-108 sui New Orleans Pelicans, registrando il record di franchigia per punti realizzati da un rookie e diventando il primo rookie a segnare più di quaranta punti dal 2011, anno in cui riuscì Blake Griffin. Viene poi nominato rookie del mese di dicembre e gennaio e scelto come sostituto di Aaron Gordon per lo Slam Dunk Contest nell'All-Star Weekend 2018, che vince battendo Larry Nance jr., Dennis Smith Jr. e Victor Oladipo. Dopo 14 anni un rookie torna a condurre la propria squadra alla post-season da leader per punti segnati (l'ultimo fu Carmelo Anthony nel 2004), mentre diventa il giocatore ad aver segnato più triple nella propria stagione da rookie. Viene successivamente incluso nel primo quintetto rookie della stagione, finendo inoltre al secondo posto nella corsa al premio di rookie dell'anno, vinto da Ben Simmons.
I Jazz concludono al quarto posto nella Western Conference. Ai Playoffs i Jazz vengono accoppiati con i Thunder di Russell Westbrook e Paul George. Mitchell disputa una serie eccellente, arrivando a segnare nella decisiva gara 6 38 punti (con 4 rimbalzi e 2 assist), stabilendo il record di franchigia per punti segnati da un rookie nei play-off (succede a Karl Malone, 31 punti nel 1986). I Jazz avanzano, ma vengono eliminati al turno successivo dagli Houston Rockets di James Harden e Chris Paul in cinque gare.

### Stagione 2018-19
Dopo un avvio difficile, sia a livello personale che a livello di squadra, Mitchell riesce ad alzare nuovamente il proprio livello di gioco, e a riportare i Jazz nelle prime posizioni della Western Conference. Nel periodo difficile di inizio anno si era comunque segnalato per una grande prestazion il 24 ottobre 2018 contro gli Houston Rockets in cui ha messo a referto 38 punti con 7 assist e 5 rimbalzi nella vittoria esterna (89-100). Il 23 febbraio 2019 segna nuovamente 38 punti, questa volta nella sconfitta al doppio overtime per 148-147 contro gli Oklahoma City Thunder. Il 3 marzo 2019 eguaglia il proprio career-high di punti segnandone 46 nel successo per 115-111 contro i Milwaukee Bucks.

### Stagione 2019-20
Durante i play-off 2020 diventa, insieme a Jamal Murray, l'unico giocatore in attività con più di una partita con 50+ punti ai play-off. Tale record è stato ottenuto dai due proprio durante il primo turno in cui si fronteggiavano per il passaggio alle Semifinali di Conference.

### Nazionale
Il 10 giugno 2019 viene inserito da Gregg Popovich tra i pre-convocati per i Mondiali 2019; il 23 luglio, a seguito di molteplici rifiuti, conferma la sua presenza alla competizione intercontinentale. Con Kemba Walker e Marcus Smart viene nominato leader del gruppo.

## Statistiche
| * | Primo nella lega |

### NCAA
| Anno      | Squadra              | PG | PT | MP   | TC%  | 3P%  | TL%  | RP  | AP  | PRP | SP  | PP   |
| --------- | -------------------- | -- | -- | ---- | ---- | ---- | ---- | --- | --- | --- | --- | ---- |
| 2015-2016 | Louisville Cardinals | 31 | 5  | 19,1 | 44,2 | 25,0 | 75,4 | 3,4 | 1,7 | 0,8 | 0,1 | 7,4  |
| 2016-2017 | Louisville Cardinals | 34 | 33 | 32,3 | 40,8 | 35,4 | 80,6 | 4,9 | 2,7 | 2,1 | 0,5 | 15,6 |
| Carriera  | Carriera             | 65 | 38 | 26,0 | 41,8 | 32,9 | 78,8 | 4,1 | 2,2 | 1,5 | 0,3 | 11,7 |

#### Massimi in carriera
- Massimo di punti: 29 vs Pittsburgh (24 gennaio 2017)[36]
- Massimo di rimbalzi: 10 vs Jacksonville State (17 marzo 2017)
- Massimo di assist: 7 vs Eastern Michigan (12 dicembre 2015)
- Massimo di palle rubate: 7 vs Old Dominion (23 novembre 2016)
- Massimo di stoppate: 4 vs William & Mary (10 gennaio 2015)
- Massimo di minuti giocati: 40 (2 volte)

### NBA

#### Regular Season
| Anno      | Squadra             | PG  | PT  | MP   | TC%  | 3P%  | TL%  | RP  | AP  | PRP | SP  | PP   |
| --------- | ------------------- | --- | --- | ---- | ---- | ---- | ---- | --- | --- | --- | --- | ---- |
| 2017-2018 | Utah Jazz           | 79  | 71  | 33,4 | 43,7 | 34,0 | 80,5 | 3,7 | 3,7 | 1,5 | 0,3 | 20,5 |
| 2018-2019 | Utah Jazz           | 77  | 77  | 33,7 | 43,2 | 36,2 | 80,6 | 4,1 | 4,2 | 1,4 | 0,4 | 23,8 |
| 2019-2020 | Utah Jazz           | 69  | 69  | 34,3 | 44,9 | 36,6 | 86,3 | 4,4 | 4,3 | 1,0 | 0,2 | 24,0 |
| 2020-2021 | Utah Jazz           | 53  | 53  | 33,4 | 43,8 | 38,6 | 84,5 | 4,4 | 5,2 | 1,0 | 0,3 | 26,4 |
| 2021-2022 | Utah Jazz           | 67  | 67  | 33,8 | 44,8 | 35,5 | 85,3 | 4,2 | 5,3 | 1,5 | 0,2 | 25,9 |
| 2022-2023 | Cleveland Cavaliers | 68  | 68  | 35,8 | 48,4 | 38,6 | 86,7 | 4,3 | 4,4 | 1,5 | 0,4 | 28,3 |
| 2023-2024 | Cleveland Cavaliers | 55  | 55  | 35,3 | 46,2 | 36,8 | 86,5 | 5,1 | 6,1 | 1,8 | 0,5 | 26,6 |
| 2024-2025 | Cleveland Cavaliers | 71  | 71  | 31,4 | 44,3 | 36,8 | 82,3 | 4,5 | 5,0 | 1,3 | 0,2 | 24,0 |
| Carriera  | Carriera            | 487 | 479 | 34,1 | 45,0 | 36,7 | 84,2 | 4,3 | 4,6 | 1,4 | 0,3 | 24,8 |
| All-Star  | All-Star            | 3   | 1   | 24,0 | 51,1 | 41,4 | 100  | 4,3 | 6,0 | 2,0 | 0,3 | 20,7 |

#### Play-off
| Anno     | Squadra             | PG | PT | MP   | TC%  | 3P%  | TL%  | RP  | AP  | PRP | SP  | PP    |
| -------- | ------------------- | -- | -- | ---- | ---- | ---- | ---- | --- | --- | --- | --- | ----- |
| 2018     | Utah Jazz           | 11 | 11 | 37,4 | 42,0 | 31,3 | 90,7 | 5,9 | 4,2 | 1,5 | 0,4 | 24,4  |
| 2019     | Utah Jazz           | 5  | 5  | 38,6 | 32,1 | 25,6 | 72,7 | 5,0 | 3,2 | 1,6 | 0,2 | 21,4  |
| 2020     | Utah Jazz           | 7  | 7  | 37,7 | 52,9 | 51,6 | 94,8 | 5,0 | 4,9 | 1,0 | 0,3 | 36,3* |
| 2021     | Utah Jazz           | 10 | 10 | 34,6 | 44,7 | 43,5 | 82,9 | 4,2 | 5,5 | 1,1 | 0,2 | 32,3  |
| 2022     | Utah Jazz           | 6  | 6  | 38,2 | 39,8 | 20,8 | 88,1 | 4,3 | 5,7 | 0,7 | 0,5 | 25,5  |
| 2023     | Cleveland Cavaliers | 5  | 5  | 41,4 | 43,3 | 28,9 | 72,2 | 5,0 | 7,2 | 2,0 | 0,6 | 23,2  |
| 2024     | Cleveland Cavaliers | 10 | 10 | 38,2 | 47,6 | 35,4 | 81,5 | 5,4 | 4,7 | 1,3 | 0,3 | 29,6  |
| 2025     | Cleveland Cavaliers | 9  | 9  | 32,0 | 44,3 | 33,3 | 74,2 | 4,7 | 3,9 | 1,9 | 0,3 | 29,6  |
| Carriera | Carriera            | 63 | 63 | 37,6 | 43,9 | 35,8 | 84,8 | 5,0 | 5,0 | 1,3 | 0,3 | 28,1  |

#### Massimi in carriera
- Massimo di punti: 71 vs Chicago Bulls (2 gennaio 2023 - 8ª miglior prestazione nella storia della NBA)[37]
- Massimo di rimbalzi: 13 vs Miami Heat (8 dicembre 2023)
- Massimo di assist: 13 vs New York Knicks (18 aprile 2023)
- Massimo di palle rubate: 5 (4 volte)
- Massimo di stoppate: 2 (13 volte)
- Massimo di minuti giocati: 50 vs Chicago Bulls (2 gennaio 2023)

### Cronologia presenze e punti in Nazionale
| Cronologia completa delle presenze e dei punti in Nazionale - Stati Uniti | Cronologia completa delle presenze e dei punti in Nazionale - Stati Uniti | Cronologia completa delle presenze e dei punti in Nazionale - Stati Uniti | Cronologia completa delle presenze e dei punti in Nazionale - Stati Uniti | Cronologia completa delle presenze e dei punti in Nazionale - Stati Uniti | Cronologia completa delle presenze e dei punti in Nazionale - Stati Uniti | Cronologia completa delle presenze e dei punti in Nazionale - Stati Uniti | Cronologia completa delle presenze e dei punti in Nazionale - Stati Uniti |
| Data                                                                      | Città                                                                     | In casa                                                                   | Risultato                                                                 | Ospiti                                                                    | Competizione                                                              | Punti                                                                     | Note                                                                      |
| ------------------------------------------------------------------------- | ------------------------------------------------------------------------- | ------------------------------------------------------------------------- | ------------------------------------------------------------------------- | ------------------------------------------------------------------------- | ------------------------------------------------------------------------- | ------------------------------------------------------------------------- | ------------------------------------------------------------------------- |
| 9-8-2019                                                                  | Las Vegas                                                                 | Stati Uniti                                                               | 97 - 78                                                                   | Stati Uniti                                                               | Amichevole                                                                | 8                                                                         | [ 38 ]                                                                    |
| 16-8-2019                                                                 | Anaheim                                                                   | Stati Uniti                                                               | 90 - 81                                                                   | Spagna                                                                    | Amichevole                                                                | 13                                                                        | [ 39 ]                                                                    |
| 22-8-2019                                                                 | Melbourne                                                                 | Australia                                                                 | 86 - 102                                                                  | Stati Uniti                                                               | Amichevole                                                                | 13                                                                        | [ 40 ]                                                                    |
| 24-8-2019                                                                 | Melbourne                                                                 | Australia                                                                 | 98 - 94                                                                   | Stati Uniti                                                               | Amichevole                                                                | 12                                                                        | [ 41 ]                                                                    |
| 26-8-2019                                                                 | Sydney                                                                    | Stati Uniti                                                               | 84 - 68                                                                   | Canada                                                                    | Amichevole                                                                | 12                                                                        | [ 42 ]                                                                    |
| 1-9-2019                                                                  | Shanghai                                                                  | Rep. Ceca                                                                 | 67 - 88                                                                   | Stati Uniti                                                               | Mondiali 2019 - 1º turno                                                  | 16                                                                        | [ 43 ]                                                                    |
| 3-9-2019                                                                  | Shanghai                                                                  | Stati Uniti                                                               | 93 - 92                                                                   | Turchia                                                                   | Mondiali 2019 - 1º turno                                                  | 9                                                                         | [ 44 ]                                                                    |
| 5-9-2019                                                                  | Shanghai                                                                  | Stati Uniti                                                               | 98 - 45                                                                   | Giappone                                                                  | Mondiali 2019 - 1º turno                                                  | 10                                                                        | [ 45 ]                                                                    |
| 3-9-2019                                                                  | Shenzen                                                                   | Stati Uniti                                                               | 69 - 53                                                                   | Grecia                                                                    | Mondiali 2019 - 2º turno                                                  | 10                                                                        | [ 46 ]                                                                    |
| 9-9-2019                                                                  | Shenzen                                                                   | Brasile                                                                   | 73 - 89                                                                   | Stati Uniti                                                               | Mondiali 2019 - 2º turno                                                  | 6                                                                         | [ 47 ]                                                                    |
| 11-9-2019                                                                 | Dongguan                                                                  | Stati Uniti                                                               | 79 - 89                                                                   | Francia                                                                   | Mondiali 2019 - Quarti di finale                                          | 29                                                                        | [ 48 ]                                                                    |
| 12-9-2019                                                                 | Dongguan                                                                  | Serbia                                                                    | 94 - 89                                                                   | Stati Uniti                                                               | Mondiali 2019 - Semifinale 5º posto                                       | 9                                                                         | [ 49 ]                                                                    |
| 14-9-2019                                                                 | Dongguan                                                                  | Stati Uniti                                                               | 87 - 74                                                                   | Polonia                                                                   | Mondiali 2019 - Finale 7º posto                                           | 16                                                                        | [ 50 ]                                                                    |
| Totale                                                                    |                                                                           | Presenze                                                                  | 13                                                                        |                                                                           | Punti                                                                     | 163                                                                       |                                                                           |

## Palmarès
- NBA Slam Dunk Contest: 1 (2018)
- NBA All-Rookie First Team (2018)
- Convocazioni all'All-Star Game: 5

2020, 2021, 2022, 2023, 2024
- All-NBA Team: 2

First Team: 2025
Second Team: 2023
- Nba skill challenge (2025)